# Hôpital Saint Joseph de la Grave
L'Hôpital de La Grave è un ospedale situato nel quartiere San Cipriano di Tolosa, nel sudovest della Francia, sulla riva sinistra della Garonna, a poca distanza dal ponte Saint-Pierre.
Estendendosi per circa sei ettari (tre volte le dimensioni dell'Hôtel-Dieu), La Grave è stato il secondo più grande istituto ospedaliero e il primario centro di cura materna di Tolosa durante gran parte del ventesimo secolo, fino alla costruzione dell'ospedale universitario di Rangueil. Il suo nome trae origine dalla sabbia bianca della Garonna.